# Elf (музичка група)
Elf је био амерички блуз рок бенд који је 1967. године основао Рони Џејмс Дио под називом The Electric Elves. Године 1968. име бенда је скраћено на The Elves и коначно промењено у 1971. на Elf. Песме су мешавина хард рока, и блуз рок музике. 1975, бенд се распао након снимања три албума. Распадом групе већина од чланова групе прешла је у групу Rainbow.

## Чланови
- Рони Џејмс Дио - вокал
- Гери Дрискол - бубњеви
- Давид Феинстеин - гитара
- Даг Талер - клавијатуре
- Ник Пантас - ритам гитара
- Мики Ли Соуле - клавијатуре, пратећи вокали
- Крејг Грубер - бас
- Стеве Едвардс - гитара
- Марко Наусееф - удараљке

## Дискографија
Укупно су издали 3 студијска албума, 4 сингла, 2 компилације, и 1 албум уживо.

### Синглови
- Hey, Look Me Over / It Pays to Advertise 7” (1967) - The Electric Elves
- Walking in Different Circles / She's Not the Same 7” (1969) - The Elves
- Amber Velvet / 	West Virginia 7” (1970) - The Elves

### Студијски Албуми
- Elf (1972)
- Carolina County Ball (1974)
- Trying to Burn the Sun (1975)

### Албуми уживо
- Live at the Bank (1972) - The Elves

### Компилације
- The Gargantuan Elf Album (1978)
- Ronnie James Dio: The Elf Albums (1978)